# جونيور مورينو (لاعب كرة قدم)
جونيور مورينو (بالإسبانية: Junior Moreno)‏ هو لاعب كرة قدم فنزويلي في مركز الوسط، ولد في 20 يوليو 1993 في سان كريستوبال في فنزويلا. شارك مع منتخب فنزويلا لكرة القدم. أما مع النوادي، فقد لعب مع دي.سي. يونايتد ونادي الحزم السعودي.

## وصلات خارجية
- جونيور مورينو على موقع الدوري الأمريكي (الإنجليزية)
- جونيور مورينو على موقع قاعدة بيانات كرة القدم.إي يو (الإنجليزية)
- جونيور مورينو على موقع ناشيونال فوتبول تيمز (الإنجليزية)
- جونيور مورينو على موقع Soccerway.com (الإنجليزية)
- جونيور مورينو على موقع عالم كرة القدم.نت (الإنجليزية)